# Bátonyterenye
Bátonyterenye là một thành phố thuộc hạt Nógrád, Hungary. Thành phố này có diện tích 78,92 km², dân số năm 2010 là 12967 người, mật độ 164 người/km².